# Chlorops unicornis
Chlorops unicornis är en tvåvingeart som beskrevs av Giglio-tos 1893. Chlorops unicornis ingår i släktet Chlorops och familjen fritflugor. Inga underarter finns listade i Catalogue of Life.